# Ahaus
Ahaus je město v německé spolkové zemi Severní Porýní-Vestfálsko, v zemském okrese Borken ve vládním obvodu Münster.
V 2014 zde žilo 38 927 obyvatel.

## Poloha
Město leží u hranic Německa s Nizozemskem. Sousední obce jsou: Enschede (Nizozemsko), Gronau, Haaksbergen (Nizozemsko), Heek, Legden, Stadtlohn, Vreden